# Neubelgische Aster
Die Neubelgische Aster, Neubelgien-Herbstaster oder Glattblatt-Aster (Symphyotrichum novi-belgii, Syn.: Aster novi-belgii).

## Merkmale
Die Neubelgische Aster ist eine bis 1,6 (selten bis 2) Meter hohe ausdauernde krautige Pflanze. Der aufrechte Stängel ist unbehaart oder im oberen Teil sowie an den Seitenästen meist zwei- bis vierreihig flaumig behaart. Die Stängelblätter sind lanzettlich bis breit lanzettlich. An den Ästen werden die Blätter nach oben hin allmählich kleiner und sind meist nicht sehr zahlreich.
Die relativ großen Blütenköpfe erreichen 2,5 bis 3 cm Durchmesser. Die Zungenblüten sind meist violett, können gelegentlich aber auch weiß, purpurn oder lila sein. Die äußeren Hüllblätter der Blütenköpfe sind fast gleich lang wie die inneren, selten zumindest halb so lang wie diese. Sie sind krautig, etwa 1 mm breit, am breitesten in oder oberhalb der Mitte und stehen meist deutlich ab oder liegen nur schwach den inneren an.
Die Blütezeit von Symphyotrichum novi-belgii reicht von September bis Oktober.
Die Chromosomenzahl beträgt 2n = 48 oder 54.

## Ökologie
Die Glattblatt-Aster ist ein Wurzelkriechpionier. Die Bestäubung erfolgt durch Insekten, insbesondere durch Fliegen und Bienen. Die Achänen werden durch den Wind ausgebreitet.

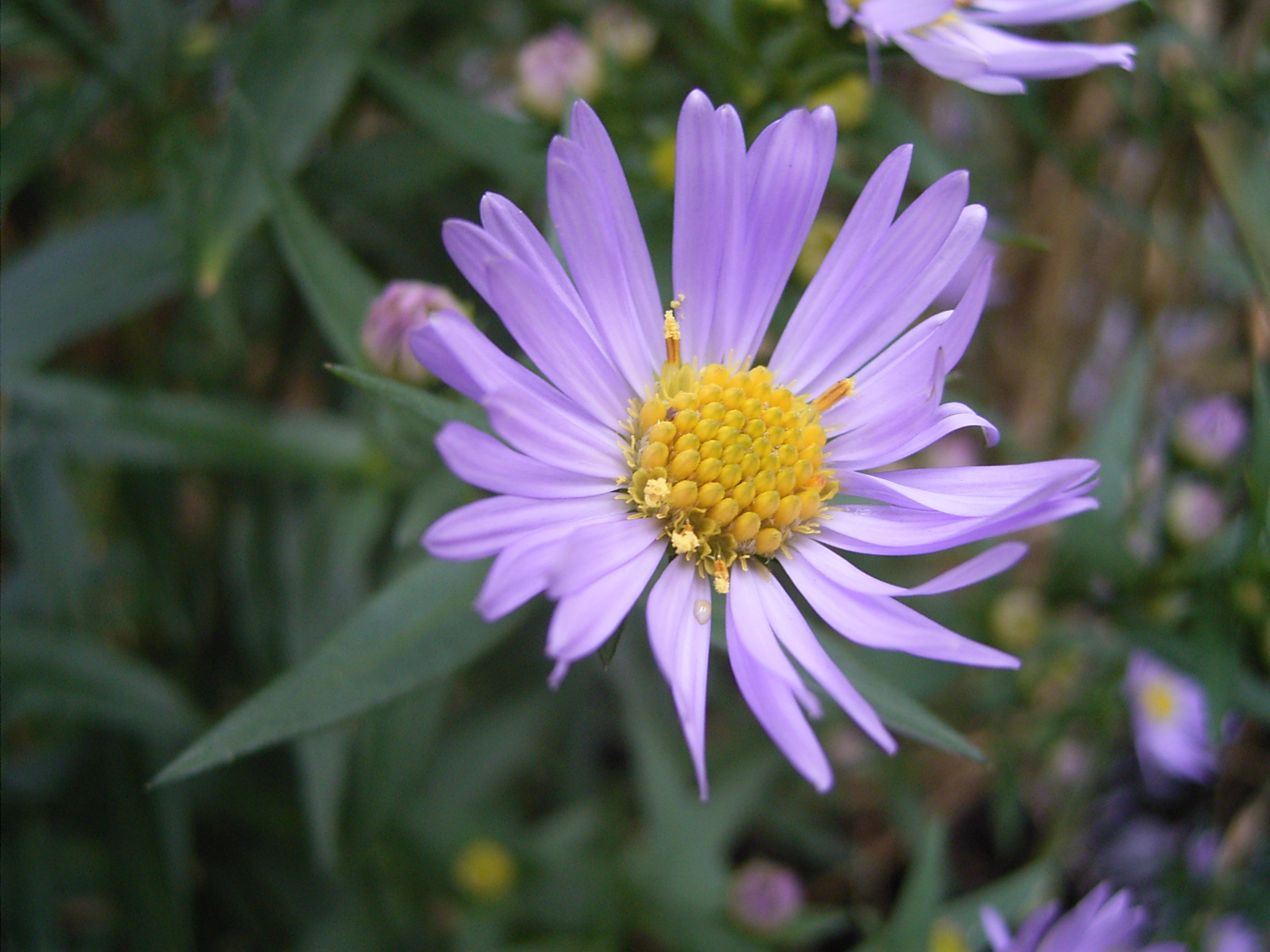
Glattblatt-Aster (Symphyotrichum novi-belgii), Blütenkopf

## Vorkommen
Die Glattblatt-Aster stammt ursprünglich aus dem östlichen Kanada und  den östlichen Vereinigten Staaten und wurde in Deutschland im 18. Jahrhundert als Gartenpflanze eingeführt. Verwildert wächst sie als Neophyt in Staudenfluren an Flussufern oder in Ruderalfluren auf frischem bis feuchtem, nährstoffreichem Boden. Sie kommt in Mitteleuropa in Gesellschaften der Ordnung Convolvuletalia vor. Als Neophyt wächst sie außerdem auf Kuba und Hispaniola sowie in Mexiko, Australien und Neuseeland.
Die Pflanze befindet sich auf der Liste der gebietsfremden invasiven Pflanzen der Schweiz.